# サウスパーク
『サウスパーク』（South Park）は、アメリカのコメディ中心のケーブルテレビチャンネル、コメディ・セントラルで放送されている切り絵による（または切り絵風の）ストップモーション・アニメ、及びその舞台。初回放送は1997年8月13日。総話数はシーズン26までで328話。また、1999年に映画版が公開されている。シーズン26まででエミー賞を5回受賞。
コロラド州の小さな町サウスパークを舞台に主人公の少年4人が騒動を起こしたり、巻き込まれるギャグアニメであり、過激な描写や痛烈な社会風刺、ブラックジョーク、有名映画・ドラマのパロディが特徴。
原作はトレイ・パーカーとマット・ストーン。この2人は監督・脚本のほか、作画や登場人物の声、音楽など制作全般を務めている。

## 概要
ストップモーションを使った切り絵の可愛らしい描画とは裏腹に過激な描写や社会風刺を主テーマとするギャグアニメである。放送開始当初から話題を呼び、ケーブルテレビ史上最高視聴率（スポーツ番組除く）や、数回のエミー賞受賞を記録している。チューバッカ弁論など、実社会にも影響を与えている。
1995年にコロラド大学の同級であったトレイ・パーカーとマット・ストーンが制作した切り絵によるストップモーション・アニメ『クリスマスの精神』（Spirit of Christmas）が原型であり、その後、1996年に制作されたパイロット版を買い上げたコメディ・セントラルによって1997年8月に放送が開始された。正式な放送番組となった後も、個人制作時代と同じくトレイとマットの2人が脚本、声など制作全般に携わっており、主人公達4人を含めた登場人物全般の声を2人が行っている（女性の声についてはメアリー・ケイや、後任のエリザ・シャイダーなどが主に担当）。また、初期は実際に切り絵を使いストップモーションで制作されていたが、後にCG制作に移行しており、移行後もストップモーション的なアニメーションは維持しつつも、ストップモーションでは不可能な描写も多用している。
話は基本的に1話完結型であり、主人公の4人の少年達を中心に展開される。ストーリーラインそのものは荒唐無稽で馬鹿馬鹿しいことが多いが、実際の事件や時事問題を擬えたり、実在の人物を登場させてネガティブな話題を誇張して扱うなどして笑いをとる。特にCG制作移行後は制作期間の短縮によって数週間のタイムラグで時事問題を扱うことも多い。また、演出には、しばしば映画やドラマのパロディを用いることも特徴である。
なお、サウスパークはコロラド州に実在する地名であり（サウスパーク（コロラド州パーク郡））、作中に登場する店なども一部は実在する（例：カサボニータ）。

2016年の大統領選挙戦を皮肉った回「The Damned」から風刺してきてたが、トレイ・パーカーとマット・ストーンはこの回で選挙戦などの時事をネタにするのは終わりだとABCテレビの番組「7:30」で発言した。理由としてはあまりにも大統領のネタで風刺する対象が多いことから疲れたと語っており「何か問題があったら良いネタが出来たなんて喜ばないし、現実のほうがもっと笑えるから」と注釈している。しかし、時事関連のネタは以降も継続して取り上げられていたものの、2024年総選挙は題材にならなかった。

## オープニング
オープニングは放送開始から現在に至るまで、何度か映像が変更されたり音声をアレンジされたりしている。

### 映像の変更
シーズン1–4前期
スタンたちがバスに乗り、学校へと向かうアニメーションでプライマスも登場している。登場する周りの脇役キャラクターやアイテムはシーズンごとに異なる。
ハロウィンVer.
ハロウィンのエピソードのみに使用されるアニメーションで、スタンがカボチャの被り物を身に付けたりプライマスが骸骨になっているなどのアレンジが施されている。
シーズン4後期–5
スタン達が4年生に進級したことにより、"4TH GRADE"のロゴが使用された。一部にCGアニメーションが使用され、このオープニングからアニメーションの半分程が過去の本編から流用されるようになった。
シーズン6–11
キャラクターのパートが切り絵のアニメーションに変更された。また、シーズン8以降はそのシーズンの前半と後半で本編の流用される映像が変更されている。
シーズン6
ケニーが不在のため、彼のパートはティミーが担当している。ラストはスタン達3人と町のみんなが登場し、手を振るシーンとなっており、初期はバターズが遅れて登場し、"THE Butters Show"と書かれたボードを掲げるもので、バターズがケニーの後釜を降ろされてからはトゥイークが加わり、プロフェッサー・カオスが看板を破壊するものに変更されている。
シーズン7以降
ケニーが復活したため、再び彼が歌うことになり切り絵のアニメーションも彼のものに差し替えられている。ラストはカートマン、スタン、カイルが看板の前で、ケニーが看板の後ろから手を振り、その後ろから町の人々が手を振るというもの。背景のキャラはシーズンごとに若干異なる。
シーズン12–13
イントロ部分の映像が初期のものを思わせるような映像になり、キャラクターパートのアニメーションが一新された。
シーズン14–16
キャラクターパートのアニメーションがスタンとカイルが「Elementary School Musical」、カートマンが「The Coon」、ケニーが「The Ring」のシーンを加工したものに変更されている。
シーズン17–22、23第10話、25〜
やや立体的になり（色合いは劇場版のものに近い）、初代以来の完全新作アニメーションとなる。4人でバスに乗り、町中を回り学校へ向かうアニメーションで初代を意識したものとになっている。ラストはシーズン7以降、長年使用されてきた映像は廃止され、4人が学校の屋根に登りスタン、カイル、カートマンが手を振り、ケニーが看板を持ち、後ろで町の人々が手を振るというもの。なお、シーズン25以降では、警告画面とオープニングが始まる前にMTVエンターテインメント・スタジオのロゴが表示される。
シーズン23第1〜5話
シーズン22でランディが開墾した大麻農園を紹介する形となり、本来の"South Park"のタイトル場面は農場の看板にマーシュ一家とタオリーが集まるという構図となった。
シーズン23第7〜9話
エピソードとテーマごとに毎回作り直されており、それぞれPCベビーのテーマ（マペットベビーのパロディ）、街の女性達、糖尿病のスコットがメインとなっている。

### 音声の変更
シーズン1–4前期
この曲のオリジナルでもある。シーズン3からはキャラクターパートが録り直され、ケニーのセリフが変更された。
ハロウィンVer.
音楽がハロウィンらしく、ホラーな雰囲気にアレンジされている。
シーズン4後期–5
アニメーションにCGを使用しているためか、近未来な雰囲気にアレンジされている。
シーズン6–10前期
音楽がギターを使用したカントリー調にアレンジされ、ケニーのセリフが変更されている。シーズン6では彼が不在のため、ティミーが歌っている。
シーズン10後期–22、23第10話、25〜
音楽がアレンジされ、ケニーのセリフも変更された。
シーズン23前期
シーズン22で開墾した大麻農園の宣伝という名目でランディとタオリーが歌唱するが、歌詞は地名とケニー（タオリー）のパート以外そのままである。音楽が再びカントリー調になった。

### その他
特別オープニング
シーズン1–4前期で使われた映像が豪華になっている。また、音楽がギターを使用したカントリー調であり、ラストはシーズン7から17まで使われた映像と同じ、カートマン、スタン、カイルが看板の前で、ケニーが看板の後ろから手を振り、その後ろから町の人々が手を振るというもの。
第17シーズン第4話
オープニングが完全新作のゴス・キッズ仕様になる。主題歌は歌詞が変更されスタン、カイルのパートをマイケルとヘンリエッタが、カートマンのパートをピートが、ケニーのパートをファークルがそれぞれ歌唱する。メインボーカルはトレイ・パーカー。ゴス・キッズ4人が学校の屋根に座っているタイトルカードでは本来ゴス・キッズがいる場所にスタンら4人が不機嫌そうに立っているのが確認できる。
ケニーの台詞
オープニングテーマの際にケニーが話す文章はかなり下品なことを言っているとされており、日本語吹き替え版では「おまんこ大好きおっぱい大好き」と言っている。主題歌は大友康平が担当。英語版では第1シーズンから第2シーズンまでは「I like girls with big fat titties, I like girls with deep vaginas.（大きなおっぱいの女の子と深いマンコの女の子が好き/オマンコ大好きおっぱい大好き）」、第3シーズンから第5シーズンまでは「I have got a ten-inch penis, use your mouth if you want to clean it.（僕のペニスは25センチだからきれいにしたかったら君の口を使ってね）」、第7シーズンから第10シーズンの途中までは「Someday I'll be old enough to stick my dick in Britney's butt.（いつか僕もブリトニーの尻にチンコを入れられる歳になるんだ）」、第10シーズンの途中から現在までは「I like fucking silly bitches, cause I know my penis likes it.（僕は馬鹿なビッチとヤるのが好き、だって僕のペニスがビッチを好きだと知ってるから）」であると言われている。日本語版ではWOWOW版、バイアコム版ともにケニーのセリフに変化はなく、第1シーズンのもののままである。

## 声優
声優は基本的にごく少数で、レギュラーやゲストの別なく1人で何役も演じられている。特に主人公4人らは制作者であるトレイ・パーカーとマット・ストーンを中心に演じられており、ミキシング・コンソールで声質を変えるなどの工夫が加えられている。女性はメアリー・ケイが担当していたが、第3シーズン中に自殺し、その後はエリザ・シャイダーなどが主に担当している。
シーズン8第1話「Good Time With Weapons」やシーズン16第6話「I Should Have Never Gone Ziplining」など、しばしば日本語の台詞が登場するが、トレイ・パーカー本人が演じている。パーカーはコロラド大学で日本語を専攻し日本への在留経験もあるため、日本語の発音は流暢である。

## スタッフ
- 原作 - トレイ・パーカー、マット・ストーン
- 製作総指揮 - トレイ・パーカー、マット・ストーン
- 監督 - トレイ・パーカー
- 脚本 - トレイ・パーカー
- 声優 - トレイ・パーカー、マット・ストーン、アイザック・ヘイズ、メアリー・ケイ・バーグマン　他
- OPテーマ、音楽 - PRIMUS
- プロデューサー - マット・ストーン、アン・ガレフィーノ
- 製作 - コメディ・セントラル、ブラニフ プロダクション（1997–2006）、パーカー ストーン プロダクション（2006–07）、サウスパーク・スタジオ（2007–）

### 日本語版製作スタッフ
- WOWOW放送分
  - プロデューサー - カズ・クズイ
  - ラインプロデューサー - スージュン
  - 翻訳 - 小寺陽子
  - 翻訳監修 - クリスチャン・ストームズ
  - 監修 - 桑原あつし
  - 演出 - 清水洋史
  - 調整 - 山本和利
  - 製作進行 - 曽我秀忠
  - 番組担当 - 北浦宏之
  - 日本語版製作・配給 - KUZUIエンタープライズ
- FOX放送分
  - 吹替製作 - 東北新社
  - 日本語版プロデュース - FOX JAPAN
- バイアコム制作分
  - 吹替製作 - バイアコム・ネットワークス・ジャパン、東北新社

## 略歴

### 放送開始前
1992年
トレイ・パーカーとマット・ストーンが後にサウスパークの原型となるアニメ短編「クリスマスの精神」（Spirit of Christmas）を制作する。この作品にはスタン、カイル、カートマン、ケニーとおぼしき子供達が登場している。しかし、このときはカートマンがケニーと呼ばれていたのに加え、作中で死亡し、ケニーの姿をしたフードの少年も作中で殺されている。
1995年
トレイ・パーカーとマット・ストーンが上記の短編「クリスマスの精神」（Spirit of Christmas）の続編を制作する。この作品はスタン、カイル、カートマン、ケニー達が現在のキャラクターデザインと名前になった。
その頃「Mr.ハンキーショー」という番組を準備していたトレイとマットだが20世紀フォックス重役ブライアン・グレイドンのアドバイスで題名を「サウスパーク」に変更。
1996年
10月に「サウスパーク」のパイロット版完成。これは後に初回放映の「Cartman Gets an Anal Probe」（邦題「カートマン、お尻から火炎フン射」）に大部分を流用した。
1997年
1月：コメディ・セントラルがパイロット版を買い上げる。
2月：コメディ・セントラルは「サウスパーク」のシリーズ化をオファー。

### 放送開始後
1997年
8月13日：コメディ・セントラルで「サウスパーク」放送開始。
8月20日：この日放放映された第2話「Weight Gain 4000（邦題「カートマン、ダイエットで体重激増）」にて初めて全編CGで制作された。以降、ほとんどの回が切り絵風のCGアニメとして制作される。
1998年
2月：トレイとマットは映画版の製作を発表。
4月1日より第2シーズンを放映開始。ただし、その第1話「Terrance & Phillip in Not Without My Anus（邦題「テレンス&フィリップ緊急特番」）」は新シーズンを待ち望んだ視聴者を肩透かすためのジョーク回だったため、コメディ・セントラルにファンからの抗議が殺到する。
7月：「Big Gay Al's Big Gay Boat Ride（邦題「愛犬スパーキーのおホモだち」）」がエミー賞にノミネート
10月2日：映画版製作開始。
12月：映画版の最初の予告編が公開される。
1999年
1月2日付の全英ミュージック・ウィークのシングルチャートにて、シェフのキャラクターソング「Chocolate Salty Balls (P.S. I Love You)」が1位を獲得する。
1月19日：映画版正式題名を発表。正式題名は「SOUTH PARK: BIGGER, LONGER & UNCUT」。
4月7日より第3シーズンを放映開始。
6月30日：映画版、全米公開。後に主題歌はアカデミー賞にノミネートされる。最終興行収入は2100万ドル。
11月11日：ほとんどの女性キャラクターの声を担当していたメアリー・ケイ・バーグマンが拳銃自殺。メアリー・ケイの後任はエリザ・シャイダー。
11月17日：「Starvin' Marvin in Space（邦題「宇宙戦士!腹ぺこマーヴィン」）」放映。冒頭に黒バック・白文字で「In Memory　Mary Kay Bergman（このエピソードをメアリー・ケイに捧ぐ）」との追悼文が出る。そして、このエピソードにはレギュラーの女性キャラは一人も登場していない。吹き替え版では追悼文はでてこない（オープニングもなしで始まる）。
12月1日：メアリー・ケイ・バーグマンが出演した最後のエピソード「Mr. Hankey’s Christmas Classics（邦題「Mr.ハンキーのクリスマスDEショー」）」放送。終盤に彼女が演じた主要な女性キャラクターが全員登場し、彼女を追悼する演出になっている。
12月13日：映画版がロサンゼルス批評家協会最優秀音楽賞を受賞（トレイとマーク・シャイマン）。
2000年
4月5日より第4シーズンを放映開始。
7月：「Chinpokomon（邦題「チンポコモン」）」がエミー賞にノミネート。
2001年
6月20日より第5シーズンを放映開始。
2002年
3月6日より第6シーズンを放映開始。
7月：「Osama bin Laden Has Farty Pants（邦題「爆笑短小ビンビンラディン」）」がエミー賞にノミネート。
2003年
3月19日より第7シーズンを放映開始。
2004年
3月17日より第8シーズンを放映開始。
7月：「It's Christmas in Canada（邦題「アイクをたずねて三千里」。サブタイトルの元ネタは「母を訪ねて三千里」から）がエミー賞にノミネート。
2005年
3月9日より第9シーズンを放映開始。
9月11日：『ケニーは救世主!?』がエミー賞を受賞。サウスパークとして初の受賞となる。
シェフの声優であるソウル・シンガーのアイザック・ヘイズが、第9シーズン第12話「Trapped in the Closet（邦題「クローゼット騒動」）」にて、自らが信仰しているサイエントロジーが批判されたことを理由に降板。その為、シェフ最後のエピソードである第10シーズン第1話「The Return Of Chef」では過去のシェフのセリフを編集してしゃべらせている。
2006年
3月22日より第10シーズンを放映開始。先述の通りその第1話はアイザックの降板を踏まえた内容となっている。
7月：「Trapped in the Closet（邦題「クローゼット騒動」）」がエミー賞にノミネートし、賞ではエピソードの一部を上映。内容は少し改変され、コナン・オブライエンがスタンの部屋のクローゼットに隠れる仕草を見せる。
2007年
3月7日より第11シーズンを放映開始。
9月8日：「Make Love, Not Warcraft」が2度目のエミー賞受賞。
10月31日：「Imaginationland Episode III」が、コメディ・セントラルで放送されている番組の史上最高視聴率を記録する。
2008年
3月12日より第12シーズンを放映開始。
3月24日よりウェブ上で、コメディセントラルで放送すら禁止されたものを除く全エピソードが無料配信される。
8月10日：シェフの声優であったアイザック・ヘイズが死去。
9月8日：ロシアのモスクワで放送中止を求められる。
9月13日：「Imaginationland」が3度目のエミー賞を受賞。
9月21日：ロシアでの放送再開を求め、サンクトペテルブルクにてファンによるデモ行進が行われる。
2009年
3月11日より第13シーズンを放映開始。
9月：「Margaritaville（邦題「マルガリータビル」）」がエミー賞を受賞。
2010年
3月17日より第14シーズンを放映開始。同シーズン第5話で通算200回となり、「200」のタイトルがつけられ、続くシーズン6話「201」との前後編となる記念回となる。この2話は過去のゲストキャラクター、特に作中で手酷く揶揄された実在の有名人達が再登場した回であったが、他にも偶像崇拝が固く禁止されているイスラーム教の預言者ムハンマドもテーマとなった回であり、クマの着ぐるみを着用したムハンマドが登場した（基本的にムハンマドが描かれる絵には、顔を描かなかったり、顔がなんらかのもので隠れるように描くため、この時点で異例の事態といえる）。そのため、テレビ局は脅迫を受け、後編ではTV史上最長の自主規制音が流れ、特に最後の俗に「まとめ」と呼ばれるパートではほぼすべての台詞が対象となり、内容が伝わらないほどであった。そして、ムハンマドが映るシーンでは修正放送の際には"CENSORED"と縦文字に書かれた黒い長方形で隠した。このことに関し、作者は公式サイト上で、この処置が演出上のジョークではないことを説明した上で、コメディ・セントラルとの間に問題が発生したことを認めている。
2011年
4月27日より第15シーズンを放映開始。前期エピソード最終回において「You Are Getting Old（邦題「立派な大人」）」を放送。「加齢における価値観の変化」をテーマに、スタンの誕生日とそれに伴う異常（娯楽から日常の会話まで、ありとあらゆる物をクソと受け止めてしまう）、両親の離婚危機という重大なテーマを残したまま秋の後期エピソードまで持ち越しとなった。
10月5日より後期エピソードを開始。「You Are Getting Old」の続きから始まり、子供達に成長が見られるストーリーがメインで、これまでと違ってシリアスな展開が多くなっている。
2012年
3月14日より第16シーズンを放映開始。
9月26日より後期エピソードを開始。
2013年
従来3月から新シーズンが開始されていたが第17シーズンは9月開始となり、今まで3月から4月にかけて放映されていた前期エピソードの期間が無くなった。ただし、従来10月から11月だった後期エピソードの期間が9月下旬から12月上旬頃と伸びているため全体として減っているエピソード数は4話（約1カ月分）である。9月25日より第17シーズンを放送開始。
9月：「Raising the Bar（邦題「モラルの引き揚げ」）」がエミー賞を受賞。
10月16日放送を予定していた第4話は製作中にスタジオが停電し製作が中断し納品が間に合わず23日に延期された。このような事態は今回が初めてである。16日は代替として第5シーズンの「Scott Tenorman Must Die（邦題「カートマン・レクターの鬼畜晩餐会」）」をライブツイッター付きで放送した。
2014年
久々の新作ゲームソフト「The Stick Of Truth」が3月4日に発売された。
9月24日より第18シーズンを放送開始。
2015年
2019年（第23シーズン）までの契約延長がなされた。9月16日より第19シーズンを放送開始。
2016年
シリーズ20周年を迎え、9月14日より第20シーズンを放送開始。大統領選挙のエピソードを2012年（第16シーズン）同様に当選者を予想して制作していたが、それを反しドナルド・トランプが勝利したため、選挙翌日放送予定のエピソード「The Very First Gentleman」は「Oh, Jeez」と改題され、一晩で作り直された。
2017年
9月13日、第21シーズンを放送開始。
10月17日、ゲームソフト「The Fractured But Whole」が発売。
2018年
第22シーズンを放送開始。
2019年
2022年まで契約を延長、また3エピソード分を短縮、第26シーズンで完結する事を発表し、同年に劇場版第2弾を製作する事を明らかにした。
9月25日に第23シーズンが放送開始。
10月：「Band In China（邦題「中国の大市場」）」にて中国政府批判をしたため中国で閲覧不可となった。
2020年
9月30日、COVID-19の流行を扱った一時間の特別編「The Pandemic Special（邦題「パンデミックスペシャル」）」が公開された。一時間の特別編が放映されるのはサウスパーク史上初めての事である。
2021年
3月10日、一時間の特別編「South ParQ Vaccination Special（邦題「ワクチンスペシャル」）」が公開された。「The Pandemic Special」に引き続きCOVID-19の流行を扱った内容となっている。
シーズン30（2027年）まで契約延長。サウスパークの新作映画14本を2027年までに制作決定した。
11月25日、事実上のOVAである「サウスパーク：アフターコロナ（South Park: Post Covid）」が公開。これ以降、現在までに新規で製作されたOVAはすべてParamount+独占公開を行うようになる。
12月26日、OVAの「サウスパーク：帰ってきたコロナ（South Park: Post Covid: The Return of Covid）」が公開。
2022年
2月2日に第25シーズンが放送開始。これにより、通常のエピソードが2年ぶりに放送することになり、2020年から2021年まで続いたパンデミック特別編が事実上第24シーズンに割り振られた。
6月1日、OVAの「サウスパーク：ストリーミング戦争（South Park The Streaming Wars）」が公開。
7月13日、OVAの「サウスパーク：ストリーミング戦争2（South Park The Streaming Wars Part 2）」が公開。
2023年
2月8日、第26シーズンが放送開始。25、26シーズンはどちらも6話構成である。
10月27日、OVAの「サウスパーク：迷い込んだパンダーバース（South Park: Joining the Panderverse）」が公開。
12月20日、OVAの「サウスパーク（子供には不適切）（South Park (Not Suitable for Children)）」が公開。
2024年
3月26日、ゲーム版「サウスパーク：スノーデイ！（South Park: SNOW DAY!）」が発売。
5月24日、OVAの「サウスパーク：肥満の終焉（South Park: The End of Obesity）」が公開。
2025年
7月23日、第27シーズンが放送開始。当初は7月9日より放送予定だったが、トラブルにより2週間後へ延期になった。

## 日本での展開
日本では1999年10月17日からWOWOWが放映権を取得し吹き替え版を放送してきたが、国内の権利元であるKUZUIエンタープライズ（現：フォーマットメディア）が2005年に倒産したため、2004年10月放送の第7シーズンを最後に終了し、その後、第6シーズンまでをAXNで放送した。WOWOW側は放送継続の意思があり番組ホームページもしばらくの間残されていたが、後に閉鎖された。
DVDも2000年からワーナーヴィジョン・ジャパン（現：ワーナーミュージック・ジャパン）が発売されていたが、販売元のイーストウエスト・ジャパン（現：ワーナーミュージック・ジャパン）と権利元のKUZUIエンタープライズのトラブルによりシーズン3以降のDVDには吹替が収録されていない（DVDシリーズ自体はシーズン4で販売が打ち切られた）。他にも、セルVHSでの発売元はワーナーヴィジョン・ジャパンが、レンタルVHSでの発売元はワーナーヴィジョン・ジャパン、販売元はブエナ ビスタ ホーム エンターテイメント（現：ウォルト・ディズニー・ジャパン、実際にはポニーキャニオンが担当）がそれぞれ担当している。ワーナーヴィジョン・ジャパンの日本語字幕版における提供はMTV（パラマウント・グローバル・ジャパン）が、ワーナーヴィジョン・ジャパンの日本語吹替版における共同提供はMTV（パラマウント・グローバル・ジャパン）とフォーマットメディアがそれぞれ担当している。
その後は長らく沈黙を守っていたが、国内での権利がMTVに返上されたことから2010年にMTVにてアメリカで発売されたDVD「マット&トレイが選ぶBEST 10」に収録されている10話を字幕にて放送。2011年2月16日その字幕版DVDが発売された（販売元はポニーキャニオンに変更された）。MTVは、シーズン8を始めに、2月13日に放送開始され、初回は10話を一挙に放送された（字幕スーパー版）。
また、日本のFOX bs238で、2011年10月3日から第8シーズンの放送がMTVエンタメゾーン枠で開始され、吹き替えのキャストも一新された。翌年4月から第9シーズンが字幕版のみで放送されたが、それ以降は放送がない。
放送終了後は未上陸エピソードから抜粋されたLINEスタンプやタカラトミーアーツによるカプセルマスコット等グッズ展開が中心となっていたが、2018年に第5〜14シーズンの一部が収録された字幕版DVDがポニーキャニオンより2枚発売され、上陸20周年を迎えた2019年には10月15日にNetflixにて第15〜21シーズンの字幕版が、翌16日には吹替版が配信された。また、2020年5月16日には新たに22シーズンの字幕版・吹き替え版が、2021年2月1日には第23シーズンの字幕版・吹き替え版が配信された。なおNetflixでの配信が2022年5月14日をもって全てのシーズンが終了し、現在Amazon Prime Videoチャンネル内のParamount+での配信やMTVで放送している。
なお、作者のトレイ・パーカーとマット・ストーンは日本通として知られる。トレイ・パーカーは大学で日本語を学び、日本在住経験もある他、元妻は日系人である（2010年に離婚）。またサウスパーク以前の作品（カンニバル!ザ・ミュージカル）から日本人のスタッフが制作に携わり、実際に出演もしている。
2022年に原宿にて行われたポップアップストアをきっかけに、アミューズメントプライズや、サンキューマートとのコラボなど、日本での大幅なグッズ展開がされている。シーズン23以降の日本語吹き替え版の制作も再開され、これまで制作されてこなかったシーズンを含めた全シーズンが日本語吹き替え版で配信されることが決定している。

### WOWOW放送版
上述のとおりシーズン7までを放送。放送終了後はAXNでシーズン6までが放送されている。カイル役の山口勝平とギャリソン先生役の田口トモロヲによると原語版のテンポが早く、日本語の台詞が嵌らない為通常より倍速を落として収録していたという。放送初期はアフレコ台本をホームページで公開する事もあった。
一人の声優が多数の役を担当している。男性モブキャラの声は小形満と乃村健次が大半を占め、女性キャラはほぼ全員を鈴木紀子が演じており、シーズン7で川上とも子が増員されるまでは掛け合いを1人でやる事も多かった。第2シーズンまではリリー・フランキーや篠原勝之などタレント・歌手などがゲスト出演した。挿入歌などは第3シーズン・第15話の楽曲を除き吹き替えられている。

### FOX放送版
MTVジャパン及びFOXジャパンによってシーズン8のみ吹き替え版が製作された。製作陣からは過激な内容故のお蔵入りの可能性が懸念されていたが、映像面での修正（グロテスクな表現の箇所を黒丸やぼかしで覆わされたり丸々カットされたりするような処置）によって無事に全話放送された。主題歌やほとんどの挿入歌が字幕対応になっている。

### バイアコム制作版
2019年秋から2021年にかけてNetflixにて配信されたシーズン15〜23までの吹き替え版が、2025年現在日本での権利を持つMTV（パラマウント・グローバル・ジャパン）により制作・配信されている。シーズン15、シーズン16が2019年に配信を終了し、2022年5月14日をもってNetflixでの配信が終了した。2023年3月25日にAmazon Prime Videoチャンネル内のMTVにてシーズン15〜23が配信（現在は終了）され、同年12月1日（Prime Videoでは2024年4月17日）よりParamount+にてシーズン15〜26及びOVA作品が配信されている。また、2025年1月12日よりCSのMTVジャパンにて毎週土曜、日曜の深夜枠に2話ずつ放送されている。しかしリピート放送になるため、1〜2ヶ月後に次のシーズンをお送りしている。声優陣はWOWOW放送版からカートマン役のLiLiCoとシーズン2に出演した落合弘治が、FOX放送版から脇役担当の佐藤せつじが続投し、その他のキャストは一新され、レギュラー・サブレギュラーは計12名と人数は以前までとさほど変わらない。またオープニングの歌詞や「この人でなし!」等の決まり文句等翻訳はWOWOW版を踏襲した部分がある。WOWOW・FOX放送版では自主規制音で処理されていた放送禁止用語が、『サウスパーク/無修正映画版』と同様、無修正のまま配信されている。また、吹き替え監修はWOWOW版同様桑原あつしが担当している。

### 日本で放送されたシーズンで日本未放映回
番組内容の過激さもあり、日本では放送されなかった回もある。
- 第2シーズン
  - 第1話（第14話）「テレンス&フィリップ緊急特番（Terrance and Phillip in Not Without My Anus）」
- 第4シーズン
  - 第10話（第57話）「ティミーは地獄行き?（Do The Handicapped Go To Hell?）」
  - 第11話（第58話）「地獄の三角関係（Probably）」
- 第6シーズン
  - 第12話（第57話）「A Ladder to Heaven」

いずれも当時イラク大統領であったサッダーム・フセインが登場するため自粛。
このうち、「テレンス&フィリップ緊急特番」はDVD-BOXの発売の際に新たに日本語吹き替え版を加えて収録され、AXNで初放送された。
また、第4シーズンの第10話・11話は字幕版でDVDに収録された。
因みにフセインの逮捕後は自粛を解除したため、第7シーズン第14話「アイクをたずねて3000里」はそのまま放送されることになった。そして、奇しくも同回がWOWOW放送版の最終話となった。
- 第3シーズン
  - 第10話（第41話）「チンポコモン（Chinpokomon）」

昭和天皇をパロディ化したキャラクターが登場するため放送もDVD化もされなかった。
- 第7シーズン・第2話（第98話）「世界征服クラブ（Krazy Kripples）」

第7シーズン・第1話（第97話）の最後で次回予告が流れたが、作中でネタにされたスーパーマンのクリストファー・リーヴが急逝したためにシーズン6の#3が再放送された。
- 第9シーズン・第8話（第133話）「Two Days Before the Day After Tomorrow」

因みに第7シーズン・第4話（第100話）「戦争反対の賛成なのだ!?（I'm a Little Bit Country）」では、ラストで放送100回を祝うシーンがあるが、日本ではこれらの理由によりまだ94話分しか放送されなかったため、日本語吹き替え版のラストでこのことをカイルがつっこんでいる。

## インターネット配信
公式サイト「South Park Studios」で全エピソードを視聴することが可能。全編英語、一部エピソードはスペイン語が選択可。字幕は英語のみ。
また旧マクロメディア（現・アドビシステムズ）が運営していた「Shockwave.com」で、1分30秒ほどの短尺作品を視聴することができた。キャストは「無修正映画版」と同様。「shockmachine」でHDDに保存が可能だった他、一部エピソードについては視聴後にミニゲームを楽しむことが出来たが、shockwaveの閉鎖により、その映像は現在視聴することが出来ない。

### アメリカ
アメリカでは2020年5月まで、Hulu（ウォルト・ディズニー・グループ）にて配信していたが、同年6月以降は5月27日からサービスを開始するHBO Max（ワーナーメディアグループ）にて、最新エピソードを含む本番組を配信している。なお、動画配信用に制作された一部の作品はParamount+（パラマウント・グローバル傘下）で配信している。
Paramount+での配信を巡り、「HBO Maxとの間で交わされた独占配信契約に違反している」として、HBO Maxの親会社であるワーナー・ブラザース・ディスカバリーがニューヨーク州の裁判所に提訴したことが2023年2月に報じられた。さらに2025年にはパラマウント・グローバルの間で続くライセンス紛争により、アメリカを除く全世界のサービスから削除された。その後、クイエイターとストリーミング権利側との決着がつき、全世界での配信が再開された。

### 日本
日本で公式に日本語版が放送されなかったシーズンでは、日本の動画投稿サイトに有志翻訳による日本語字幕付きエピソードが無許可ではあるが投稿されている。
2019年10月15日、動画配信サイト「Netflix」の日本語版にて第15シーズンから第21シーズンまでのエピソードが正式に配信された。公式の日本語版は2011年以来の8年ぶりとなる。さらに、2020年5月16日にシーズン22の追加配信がされた。
2023年3月25日、Amazon Prime Videoチャンネル内のMTVにてシーズン15、16が配信開始。同年5月以降月末になるとシーズンが追加され、同年11月シーズン23の配信が開始された。しかし2024年4月17日にParamount+のサービス開始に伴い、MTVチャンネルは終了し全シーズンは移行した。吹き替えはバイアコム制作版。
2023年12月1日、日本のParamount+がサービス開始。シーズン15～23（ただし、シーズン16の第4話「イースターを救え!」及びシーズン17の第6話「赤毛の牛」が欠番となっている）が日本語吹き替え版／字幕版で配信された。吹き替えはバイアコム制作版。
2024年6月7日よりParamount+オリジナル長編エピソード全5作を順次配信している。それ以降、同年9〜10月より長編エピソード2作やシーズン26などが配信されるようになった。
2024年12月6日、東京コミコン2024のトークショーにてカートマン役のLiLiCoにより、長らく配信等を行われてこなかったシーズン1〜14を含む全シーズンが日本語吹き替えで配信されることが発表された。2025年よりHBO Maxにて順次配信予定。
2025年7月14日（WOWOWオンデマンドでは7月15日）、ライセンス紛争の影響によりParamount+からテレビ版シーズンのみの配信が終了した。また後日には紛争問題が決着がつき、Amazon Prime Videoでは7月25日より配信が再開された。

## 映画版
1999年6月30日にR指定で全米公開。日本公開は2000年8月12日。

## ゲーム
- South Park （NINTENDO 64、プレイステーション、PC）1998年12月12日発売。アクレイム・エンタテインメント。
- South Park: Chef's Luv Shack （NINTENDO64、プレイステーション、ドリームキャスト、PC）1999年10月31日発売。アクレイム・エンタテインメント。
- South Park Rally （NINTENDO64、プレイステーション、ドリームキャスト、PC）2000年1月18日発売。アクレイム・エンタテインメント。
- South Park Let's Go Tower Defense Play! （Xbox Live Arcade）2009年10月7日配信開始。マイクロソフトゲームスタジオ。※日本でも配信されている。
- South Park: Tenorman's Revenge （Xbox Live Arcade）2012年3月30日配信開始。マイクロソフトゲームスタジオ。※日本でも配信されている。
- South Park: The Stick of Truth （Xbox 360、PlayStation 3、PC、Nintendo Switch）2014年3月4日発売。THQ→Ubisoft。
- South Park: The Fractured but Whole (Xbox One、PlayStation 4、PC、Nintendo Switch）2017年10月17日発売。Ubisoft。
- South Park: Phone Destroyer （iOS、Android）2017年11月9日発売。Ubisoft。
- サウスパーク：スノーデイ！（South Park: Snow Day!）（Nintendo Switch、PlayStation 5、PC、Xbox Series X/S）2024年3月25日発売。THQ Nordic。

## 公式版サウスパーク コンプリート・ガイド
2001年に洋泉社から発売された。『映画秘宝』で2011年まで「サウスパーク通信」を連載していた高橋ヨシキの著書。この本は第4シーズン11話までの日本未放送作品を含む各エピソードの解説や（各エピソードのケニーの死に様も解説）製作者のインタビューなどが載せられていた。現在は版元にも在庫がないなど絶版状態になっている。